# Phrissolaus inspersus
Phrissolaus inspersus là một loài bọ cánh cứng trong họ Cerambycidae.